# Щ̆
Щ̆ (minuskule щ̆) je již běžně nepoužívané písmeno cyrilice, v minulosti bylo používáno v abcházštině. V poslední variantě abchazské azbuky mu odpovídá spřežka Cә.
Písmeno bylo zavedeno Peterem von Uslar, v tiskové verzi azbuky navržené komisí pro překlady bylo nahrazeno písmenem Ꚗ̆. V latinské abecedě N. J. Marra písmenu Щ̆ odpovídalo písmeno щ⚬, v pozdější abecedě N. F. Jakovleva a po zavedení zápisu abcházštiny gruzínským písmem v gruzínském písmu svůj ekvivalent nemělo. Od znovuzavedení zápisu abcházštiny cyrilicí je místo písmena Щ̆ používáno písmeno C°, později změněno na spřežku Cә.